# Parathelges tumidipes
Parathelges tumidipes là một loài chân đều trong họ Bopyridae. Loài này được Markham miêu tả khoa học năm 1972.